# Đường cong quay thiên hà

Đường cong quay thực tế của thiên hà xoắn ốc Messier 33 (với các điểm dữ liệu màu vàng và xanh dương với biểu diễn sai số), và đồ thị dự đoán lý thuyết dựa trên phân bố của vật chất quan sát được (đường nét đứt màu xám). Sự sai lệch giữa hai đường biểu đồ có thể được giải thích bằng một lớp quầng vật chất tối bao quanh thiên hà.

Đường cong quay của một thiên hà dạng đĩa (còn gọi là đường cong vận tốc) là một biểu đồ biểu diễn tốc độ quỹ đạo của các sao hoặc khí quan sát được trong thiên hà đó so với khoảng cách xuyên tâm của chúng tính từ tâm của thiên hà. Nó thường được biểu diễn dưới dạng biểu đồ dữ liệu, và dữ liệu quan sát từ hai phía của một thiên hà xoắn ốc thường không đối xứng nên dữ liệu từ hai phía được lấy trung bình khi lập ra đường biểu đồ. Đường cong quay trên thực tế quan sát được có một sự sai lệch đáng kể so với đường đồ thị suy ra bằng cách áp dụng lý thuyết hấp dẫn cho vật chất quan sát được trong một thiên hà. Các lý thuyết liên quan tới vật chất tối là giải pháp giả định chủ yếu nhằm giải thích cho sự sai lệch này.
Tốc độ quay trên quỹ đạo của các sao trong thiên hà không tuân theo các định luật trong các hệ quỹ đạo khác như hệ sao/hành tinh hay hệ hành tinh/vệ tinh với phần lớn khối lượng vật chất tập trung ở trung tâm. Các sao quay quanh trung tâm của thiên hà với những tốc độ bằng nhau hoặc thậm chí là tăng trên một dải khoảng cách lớn. Trái lại, tốc độ quỹ đạo của các hành tinh trong các hệ hành tinh hoặc của các vệ tinh quay quanh hành tinh giảm theo khoảng cách dựa trên định luật thứ ba của Kepler. Do đó, đường cong quay phản ánh phân bố khối lượng trong những hệ này. Ước tính khối lượng cho các thiên hà dựa trên ánh sáng chúng phát ra là quá thấp để giải thích vận tốc quan sát được.
Vấn đề về tốc độ quay thiên hà là sự sai khác giữa đường cong quay quan sát thực tế của thiên hà và dự đoán lý thuyết, nếu giả định rằng phần lớn khối lượng tập trung ở trung tâm và chỉ với vật chất phát sáng nhìn thấy được. Khi phân tích khối lượng của thiên hà được tính dựa trên phân bố của các sao trên các nhánh xoắn ốc và tỉ số khối lượng-độ sáng trong vùng đĩa thiên hà, nó không khớp với phân tích khối lượng từ đường cong quay quan sát và định luật hấp dẫn. Một lời giải cho câu hỏi này là đưa ra giả thuyết về sự tồn tại của vật chất tối và giả định sự phân bố của nó từ tâm thiên hà ra phía quầng của nó.
Mặc dù hiện nay vật chất tối là giải thích được chấp nhận rộng rãi nhất cho vấn đề quay của thiên hà, đã có những giải thích khác được đề xuất với những mức độ thành công khác nhau. Một trong những thuyết thay thế đáng chú ý nhất là thuyết động lực học Newton hiệu chỉnh (modified Newtonian dynamics, MOND), liên quan đến việc chỉnh sửa các định luật hấp dẫn.